# Гуторов, Александр Ильич
Александр Ильич Гуторов (1926 — 1989) — советский старший горновой, передовик производств в системе чёрной металлургии, Герой Социалистического Труда (1962).

## Биография
Родился 25 октября 1926 года в хуторе Калинов, Курского уезда, Курская губерния в крестьянской семье. С 1941 года начал  работать в колхозе, в 1942 году хутор, в котором жила семья  Гуторовых, оказалась в зоне оккупации.
С 1943 года вступил в ряды РККА, в 1944 году после окончания школы ВМФ. служил палубным командиром бронекатера в Днепропетровской военной флотилии, прошёл всю войну, был участником Берлинской наступательной операции.
С 1950 года после демобилизации из Советской армии, работал в Тульском строительно-монтажном управлении «Юждомнаремонт». С 1956 года работал на Череповецком металлургическом заводе, пройдя путь от горнового до мастера доменного цеха. Окончил без отрыва от производства вечернюю школу рабочей молодежи и Череповецкий металлургический техникум.
В 1966 году доменная печь А. И. Гуторова увеличила производство домны  более чем в два раза, выплавив 1 млн. 700 тыс. тонн чугуна за год.  22 марта 1966 года Указом Президиума Верховного Совета СССР «за выдающиеся производственные успехи, достигнутые в области чёрной металлургии» Александр Ильич Гуторов был удостоен звания Героя Социалистического Труда с вручением Ордена Ленина и золотой медали «Серп и Молот».
С 1971 года А. И. Гуторов работал мастером доменной печи №3, вел активную общественную работу.  В 1981 году областная организация общества "Знание" учредила приз имени А. И. Гуторова лучшим лекторам области за пропаганду научно-технических знаний.
Умер 21 июня 1989 года, погиб при исполнении служебных обязанностей, похоронен в Череповцее.

## Награды
- Медаль «Серп и Молот» (22.03.1966)
- Орден Ленина (22.03.1966)
- Орден Отечественной войны II степени (6.04.1985)
- Медаль «За трудовую доблесть» (28.05.1960)

## Звания
- Почётный гражданин Череповца (1982 — «за большой вклад в развитие города, активную и плодотворную работу по воспитанию трудящихся»)